# سهير البابلي
سهير البابلي (14 فبراير 1937 - 21 نوفمبر 2021)، ممثلة مصرية تميزت في إتقان اللون الكوميدي وكذلك الدرامي في الأعمال الفنية السينمائية والمسرحية.

## حياتها
ولدت سهير حلمي إبراهيم البابلي – في 14 فبراير 1937، في مركز فارسكور بمحافظة دمياط، ولكنها نشأت في مدينة المنصورة، المدينة الأصلية للعائلة، بمحافظة الدقهلية، كان والدها مُعلم رياضيات وناظر مدرسة المنصورة الثانوية العسكرية بنين، ووالدتها ربة منزل.
وبدت عليها الموهبة في سن مبكرة، فالتحقت بالمعهد العالي للفنون المسرحية ومعهد الموسيقى في نفس الوقت، الأمر الذي كانت ترفضه والدتها على الرغم من تشجيع والدها والذي تنبأ منذ صغرها بأن تكون فنانة مشهورة لأنها كانت تجيد تقليد الممثلين. لها رصيد مسرحي وسينمائي وتلفزيوني، من أهم أعمالها المسرحية مسرحية ريا وسكينة مع شادية، ومدرسة المشاغبين. ومن أهم أعمالها السينمائية أفلام، جناب السفير، لحظة ضعف مع صلاح ذو الفقار، ليلة القبض على بكيزة وزغلول. ومن أهم أعمالها التليفزيونية مسلسل الحقيقة .. ذلك المجهول مع صلاح ذو الفقار. اعتزلت عام 1997 بعد ارتدائها الحجاب. في عام 2006م عادت إلى التمثيل من خلال مسلسل قلب حبيبة.

## زواجها
تزوجت سهير البابلي خمس مرات كان أولها من «محمود الناقوري» الذي أنجبت منه ابنتها الوحيدة «نيفين» ثم المطرب والملحن منير مراد وتاجر المجوهرات «أشرف السرجاني» الذي توفي لتتزوج بعده من رجل الأعمال «محمود غنيم». كما تزوجت من الممثل أحمد خليل.

## أعمالها

### أفلام
| - الجنسية مصري (2011) - يا ناس يا هووه (1991) - ليلة عسل (1990) - القلب وما يعشق (1989) - ليلة القبض على بكيزة وزغلول (1988) - الأونطجية (1987) - وعد ومكتوب (1986) - دقة زار (1986) - السيد قشطة (1985) - حدوتة مصرية (1982) - انتخبوا الدكتور عبد الباسط (1981) | - لحظة ضعف (1981) - استقالة عالمة ذرة (1980) - الوليد والعذراء (1977) - أميرة حبي أنا (1974) - العاطفة والجسد (1972) - الشجعان الثلاثة (1969) - العميل 77 (1969) - غرام تلميذة (1969) - أنا ومراتي والجو (1969) - الحلوة عزيزة (1969) - أيام الحب (1968) | - عندما نحب (1967) - أخطر رجل في العالم (1967) - جناب السفير (1966) - فجر يوم جديد (1965) - لعبة الحب والجواز (1964) - وفاء للأبد (1962) - رسالة إلى الله (1961) - يوم من عمري (1961) - موعد مع الماضي (1961) - صائدة الرجال (1960) | - البنات والصيف (1960) - نهر الحب (1960) - لن أعود (1959) - المرأة المجهولة (1959) - حياة إمراة (1959) - لوكاندة المفاجآت (1959) - هل أقتل زوجي (1958) - ساحر النساء (1958) - صراع مع الحياة (1957) - إغراء (1957) |

### مسلسلات
| 1. قانون سوسكا 2. يا أنا يا هن (2010) 3. قلب حبيبة (2005) 4. بكيزة وزغلول (1986).... بكيزة الدرملي شرين | 1. ألف ليله وليلة أسطورة (عروس البحر) (1985) 2. الشاهد الوحيد (1984) 3. وتوالت الأحداث عاصفة (1982) | 1. عم حمزة (1981) 2. ومشيت طريق الأخطار (1981) 3. الأيدي الناعمة (1980) | 1. الحقيقة .. ذلك المجهول (1977) | 1. جراح عميقة (1969) 2. خيال المأتة (1964) 3. لمن نحيا (1962) | 1. هنداوي 2. شهادة ميلاد |

### مسرحيات
| 1. عايزة أتكلم (2010) 2. عطية الأرهابية (1995) | 1. ع الرصيف (1987) 2. ريا وسكينة (1983) | 1. يا حلوه ماتلعبيش بالكبريت (1977) 2. مصيدة لرجل متزوج (1978) 3. مدرسة المشاغبين (1973) | 1. جوزين وفرد (1966) 2. الفرافير | 1. العالمة باشا 2. القضية | 1. الدخول بالملابس الرسمية 2. نص أنا ونص أنت |

## وفاتها
توفيت سهير البابلي يوم الأحد 21 نوفمبر 2021 الموافق 16 ربيع الآخر 1443 هـ في أحد المستشفيات في القاهرة عن عمر ناهز 84 عامًا، بعد تعرضها لوعكة صحية إثر إصابتها بغيبوبة سكر تطلّبت إدخالها إلى العناية المركزة.

## روابط خارجية
- سهير البابلي على موقع IMDb (الإنجليزية)
- سهير البابلي على موقع الدهليز
- سهير البابلي على موقع قاعدة بيانات الأفلام العربية
- سهير البابلي على موقع قاعدة بيانات الفيلم (الإنجليزية)
- سهير البابلي على موقع كينوبويسك (الروسية)